# ۱۲۶۸ (قمری)
۱۲۶۸ (قمری)، هزار و دویست و شصت و هشتمین سال در گاهشماری هجری قمری است. اول محرم این سال برابر با بیست و هفتم اکتبر سال ۱۸۵۱ میلادی است.

## رویدادها
- ۵ ربیع‌الاول: گشایش دارالفنون

## درگذشتگان
- ۱۸ ربیع‌الاول: امیرکبیر